# Canton d'Auberive
Le canton d'Auberive est une ancienne division administrative française située dans le département de la Haute-Marne et la région Champagne-Ardenne.

## Géographie
Ce canton était organisé autour d'Auberive dans l'arrondissement de Langres. Son altitude variait de 277 m (Rouvres-sur-Aube) à 504 m (Vitry-en-Montagne) pour une altitude moyenne de 366 m.

## Représentation

### Conseillers d'arrondissement (de 1833 à 1940)
| Période                                  | Période      | Identité                                        | Étiquette            | Qualité |
| ---------------------------------------- | ------------ | ----------------------------------------------- | -------------------- | --- |
| 1833                                     | 1839         | M. Faitot                                       |                      | Propriétaire à Vitry-en-Montagne                                                                            |
| 1839                                     | 1845         | Jean Baptiste Girard de Chambrulard (1764-1847) |                      | Officier d'infanterie, propriétaire à Vivey                                                                 |
|                                          |              |                                                 |                      | |
| 1889                                     | 1895         | Édouard Delanne                                 | Républicain          | Propriétaire à Aulnoy-sur-Aube                                                                              |
| 1895                                     | 1901         | Victor Jacotin                                  | Rad.                 | Maître menuisier, Propriétaire et Maire d'Auberive                                                          |
| 1901                                     | 1916 (décès) | Jules Maury-Naudot (1859-1916)                  | Républicain          | Agriculteur à Auberive                                                                                      |
| 1916                                     | 1919         | siège vacant                                    |                      | |
| 1919                                     | 1923         | Marc Durieu du Souzy (1867-1951)                | Républicain (droite) | Avocat, propriétaire, maire d'Auberive                                                                      |
| 22 avr. 1923                             | 1940         | Henri Guénin (1876-1944)                        | Bloc national        | Cultivateur à Villars-Montroyer                                                                             |
| 1940                                     |              |                                                 |                      | Les conseils d'arrondissement ont été suspendus par la loi du 12 octobre 1940 et n'ont jamais été réactivés |
| Les données manquantes sont à compléter. |              |                                                 |                      | |

### Conseillers généraux de 1833 à 2015
| Période | Période          | Identité                    | Étiquette    | Qualité                                                                                             |
| ------- | ---------------- | --------------------------- | ------------ | --------------------------------------------------------------------------------------------------- |
| 1833    | 1848             | Louis Bordet-Giey           |              | Maître de forges, maire d'Auberive                                                                  |
| 1848    | 1852             | Louis Lebrun-Virloy         |              | Maître de forges, maire de Rouvres-sur-Aube                                                         |
| 1852    | 1858             | Félix Bordet                |              | Maître de forges, propriétaire, maire d'Auberive                                                    |
| 1858    | 1871             | Stanislas de Régel          |              | Ancien officier Maire de Perrogney-les-Fontaines                                                    |
| 1871    | 1883 (décès)     | François Ronot              | Droite       | Maire d'Auberive                                                                                    |
| 1883    | 1889             | Anatole Leroy-Beaulieu      |              | Professeur à l'Ecole libre des Sciences Politiques Propriétaire à Etuf, maire de Rouvres-sur-Aube   |
| 1889    | 1901             | Onésippe Naudet (1834-1902) | Rad.         | Docteur en médecine Maire de Saint-Loup-sur-Aujon, conseiller d'arrondissement du canton de Langres |
| 1901    | 1922 (démission) | Victor Jacotin              | Rad.         | Maître menuisier, Propriétaire et Maire d'Auberive, conseiller d'arrondissement                     |
| 1923    | 1937             | Baron Marc Durieu du Souzy  | FR           | Exploitant agricole, avocat Maire d'Auberive, conseiller d'arrondissement                           |
| 1937    | 1940             | Georges Deloix              | Rad.         | Marchand de bois en gros                                                                            |
|         |                  |                             |              | |
| 1945    | 1949             | Josette Guénin              | MRP          | Exploitante forestier, maire de Villars-Montroyer (1945-1958)                                       |
| 1949    | 1973             | Jules Deloix                | Rad.         | Industriel, maire de Colmier-le-Bas                                                                 |
| 1973    | 1979             | Jean Aubertot               | dvd          | Agriculteur, maire de Rochetaillée-sur-Aujon                                                        |
| 1979    | 1992             | Henri Lodiot                | dvd          | Instituteur puis directeur d'école Maire de Bay-sur-Aube (1959-1989)                                |
| 1992    | 2011             | Didier Jannaud              | dvg puis PRG | Expert en gestion à l'Union des foyers de Jeunes travailleurs Maire-adjoint de Ternat               |
| 2011    | 2015             | Patrick Berthelon           | UMP          | Chef d'entreprise Maire de Vivey (2001-2020)                                                        |

## Composition
Le canton d'Auberive regroupait 20 communes et comptait 1 541 habitants (recensement de 1999 sans doubles comptes).
| Commune              | Population Année | Superficie km² | Densité    | Code INSEE | Code Postal |
| -------------------- | ---------------- | -------------- | ---------- | ---------- | ----------- |
| Arbot                | 69 (2013)        | 13,15          | 5 hab./km² | 52016      | 52160       |
| Auberive             | 189 (2013)       | 70,64          | 3 hab./km² | 52023      | 52160       |
| Aulnoy-sur-Aube      | 52 (2013)        | 9,31           | 6 hab./km² | 52028      | 52160       |
| Bay-sur-Aube         | 47 (2013)        | 9,75           | 5 hab./km² | 52040      | 52160       |
| Colmier-le-Bas       | 23 (2013)        | 5,95           | 4 hab./km² | 52137      | 52160       |
| Colmier-le-Haut      | 56 (2013)        | 19,35          | 3 hab./km² | 52138      | 52160       |
| Germaines            | 31 (2013)        | 8,69           | 4 hab./km² | 52216      | 52160       |
| Mouilleron           | 35 (2013)        | 5,19           | 7 hab./km² | 52344      | 52160       |
| Poinsenot            | 47 (2013)        | 7,26           | 6 hab./km² | 52393      | 52160       |
| Poinson-lès-Grancey  | 50 (2013)        | 11,68          | 4 hab./km² | 52395      | 52160       |
| Praslay              | 69 (2013)        | 11,28          | 6 hab./km² | 52403      | 52160       |
| Rochetaillée         | 159 (2013)       | 27,95          | 6 hab./km² | 52431      | 52160       |
| Rouelles             | 37 (2013)        | 6,62           | 6 hab./km² | 52437      | 52160       |
| Rouvres-sur-Aube     | 103 (2013)       | 20,18          | 5 hab./km² | 52439      | 52160       |
| Saint-Loup-sur-Aujon | 154 (2013)       | 19,33          | 8 hab./km² | 52450      | 52210       |
| Ternat               | 55 (2013)        | 7,91           | 7 hab./km² | 52486      | 52210       |
| Vals-des-Tilles      | 163 (2013)       | 36,89          | 4 hab./km² | 52094      | 52160       |
| Villars-Santenoge    | 94 (2013)        | 19,95          | 5 hab./km² | 52526      | 52160       |
| Vitry-en-Montagne    | 27 (2013)        | 9,53           | 3 hab./km² | 52540      | 52160       |
| Vivey                | 60 (2013)        | 13,05          | 5 hab./km² | 52542      | 52160       |

## Démographie
| 1793  | 1876  | 1962  | 1968  | 1975  | 1982  | 1990  | 1999  | 2006  | 2007  |
| ----- | ----- | ----- | ----- | ----- | ----- | ----- | ----- | ----- | ----- |
| 6 082 | 5 370 | 1 966 | 2 357 | 2 029 | 1 857 | 1 654 | 1 541 | 1 569 | 1 573 |

| 2008  | 2009  | 2010  | 2011  | 2012  | 2013  | 2014  | - | - | - |
| ----- | ----- | ----- | ----- | ----- | ----- | ----- | - | - | - |
| 1 574 | 1 586 | 1 578 | 1 582 | 1 557 | 1 520 | 1 506 | - | - | - |